# Уткін Дмитро Валерійович
Дмитро Валерійович Уткін (рос. Дмитрий Валерьевич Уткин; нар. 11 червня 1970, Асбест, Свердловська область, РРФСР, СРСР — пом. 23 серпня 2023, с. Куженкіно, Тверська область, Росія) — російський офіцер спецназу ГРУ, військовий злочинець підполковник запасу, кавалер чотирьох орденів Мужності РФ, засновник приватної військової компанії Вагнер, мав позивний Вагнер.

## Біографія
За даними СБУ, Дмитро Уткін народився в сім'ї геолога у місті Асбест Свердловської обл 11 червня 1970 року.
За словами колишньої дружини, народився в Україні та ріс без батька.
Проживав з матір'ю у шахтарському селищі Смоліне (центр урановидобування України) Кіровоградської області (за деякими даними він народився у Смоліному чи у Кіровограді). Після строкової служби в армії поступив на навчання до військового училища СПбВЗКУ в Санкт-Петербурзі. З того часу проживає в Росії.

Президент РФ В. В. Путін з керівниками ПВК Вагнера 9 грудня 2016 року в Кремля на прийомі на честь. Справа наліво: Дмитро Уткін (Вагнер), Олександр Кузнєцов (Ратібор), Володимир Путін, Андрій Трошев (Сєдой), Андрій Богатов (Бродяга)

Відомий знищенням села на Кавказі під час російсько-чеченської війни, за що мав державні нагороди.
До 2013 року був командиром 700-го загону спецпризначення 2-ї окремої бригади спеціального призначення ГУ генштабу ЗС РФ (Печори Псковської області).
Після звільнення в запас працював у Moran Security Group, брав участь в сирійській експедиції «Слов'янського корпусу» у 2013 році.
Відомий своїм інтересом до історії Третього рейху, можливо звідси і його позивний на честь німецького композитора-містика.
У листопаді 2017 року РБК повідомило про призначення Уткіна гендиректором «Конкорд менеджмент та консалтинг» — керуючої компанії ресторанного холдингу Євгена Пригожина.
До офіційних санкцій у 2018 р. вільно подорожував Україною, зокрема, провідував матір, що мешкала в Україні[джерело?].
23 серпня 2023 року загинув у авіакатастрофі під селом Куженкіно Тверської області Росії за участю бізнес-літака Embraer Legacy 600.

## Родина
- Ріс без батька.
- Мати Людмила, з Уралу, має дві вищі освіти, живе в Україні, у селищі Смоліне Кіровоградської області[15].
- Колишня дружина Олена Щербініна (нар. 1970), з Будьоновська[14].

## Нагороди
2016 — відвідав святкування Дня героїв вітчизни у Кремлі як кавалер чотирьох орденів Мужності. За інформацією СБУ, деякі з орденів були отримані за участь у боях в Україні.

## Статки та фінансовий стан
Згідно з розслідуванням центру «Досьє», Уткіну і його дружині належить ТОВ «Кашуліна», що займається роздрібним продажем продовольства, включно з тютюновими виробами, — судячи з касових звітів, є два магазини, один у Петербурзі, другий у Краснодарському краї.
Раніше Уткіну належали апарт-готель «Кашуліна» на Іванівській вулиці в Санкт-Петербурзі та салон краси в бізнес-центрі «Аура» в Лахті.

## Санкції
У червні 2017 року США запровадили санкції проти Дмитра Уткіна як глави ПВК Вагнер.
У грудні 2021 СБУ оголосила Уткіну підозру через те, що той 2014—2015 року командував бойовими діями проти сил АТО під Дебальцевим.
13 грудня 2021 року доданий до санкційного списку Євросоюзу.
14 січня 2022 року доданий до санкційного списку Швейцарії.

## Фотографії
- 17 січня 2017 (introvertum.com)
- 7 березня 2018 (Радіо «Свобода»)
- 7 березня 2018 («Настоящее время»)
- 8 жовтня 2018 (Українські новини)

## Родина
Розлучився з дружиною Оленою Щербиніною на початку 2000-х.